# Lac Vallet
Pour les articles homonymes, voir Vallet.
Ne doit pas être confondu avec Lac Valets.
Le lac Vallet est un plan d'eau douce traversé par la rivière Kinojévis et situé dans la ville de Rouyn-Noranda, dans la région administrative de l'Abitibi-Témiscamingue, au Québec, au Canada.
La foresterie est la première activité économique du secteur ; les activités récréotouristiques, en second.
Annuellement, la surface du lac est généralement gelée de la mi-novembre à la fin avril, néanmoins, la période de circulation sécuritaire sur la glace est habituellement de la mi-décembre à la mi-avril.

## Géographie
Les bassins versants voisins du lac Vallet sont :
- côté nord : rivière Dufault, lac Dufault, lac Routhier, rivière Kinojévis ;
- côté est : ruisseau Carrière ;
- côté sud : lac Bruyère, rivière Beauchastel, lac Kinojévis ;
- côté ouest : rivière La Bruère, lac Rouyn, lac Osisko, lac Pelletier.

Le lac Vallet a la forme d’un V inversé, ouvert vers le sud. Ce lac comporte les dimensions suivantes : longueur : 2,7 km ; largeur : 1,3 km ; altitude : 269 m. La pointe Sud du lac qui est traversé vers le sud par la rivière Kinojévis est tout près de « La Grand Île » que contourne la rivière.
L’embouchure du lac Vallet est situé au sud (branche est) du lac, à :
- 6,5 km au sud-ouest de l’aérogare de l’aéroport de Rouyn-Noranda ;
- 29,1 km au sud-ouest du lac Chassignolle ;
- 13,1 km au sud-est du centre-ville de Rouyn-Noranda ;
- 32,3 km au nord-ouest de la confluence de la rivière Kinojévis avec la rivière des Outaouais[1].

## Toponymie
Le terme « Vallet » constitue un patronyme de famille d’origine française et une commune française.
L'hydronyme « lac Vallet » a été officialisé le 5 décembre 1968 à la Commission de toponymie, soit à la création de la Commission.